# Минаєв-Цикановський Олександр Матвійович
Минаєв-Цикановський Олександр Матвійович (Шая Мошкович Цикановський, лютий 1888, Одеса — 25 лютого 1939) — високопоставлений співробітник ВЧК-ОГПУ-НКВД. Комісар державної безпеки 3-го рангу (3 квітня 1937). Член ЦВК СРСР в 1935–1937. Член Всесоюзного товариства колишніх політкаторжан і засланців.

## Ранні роки
Народився в Одесі в сім'ї єврейського службовця. Отримав домашню освіту. З 14 років — чорнороб на одеському миловарному заводі. У 16 років вступив до партії есерів, був у бойовій дружині в 1904–1906 роках. У 1908 році засуджений військовим судом на 10 років каторги. У грудні 1916 року звільнений з в'язниці і засланий в Іркутську губернію, звідки в березні 1917 виїхав до Херсона, працював кравцем. Після наступу німецьких військ на Україну перебрався до Ростова, потім у Москву. У травні 1918 року направлений на підпільну роботу в Херсонську губернію, організовував червоні партизанські загони. Після відновлення Радянської влади в лютому-червні 1919 року завідував Херсонським губполітпросвітом.

## ВЧК-ОГПУ-НКВД
З червня 1919 року в органах ВЧК і ОГПУ, при цьому з серпня по листопад 1919 був в РСЧА. У жовтні 1924 на запрошення Ю. Г. Євдокимова, повноважного представника ОГПУ по Північно-Кавказькому краю, під керівництвом якого працював на Україну, зайняв посаду начальника економічного відділу повноважного представництва ОДПУ по Північно-Кавказькому краю. З квітня 1937 — заступник начальника 3-го (контррозвідувального) відділу ГУДБ НКВС СРСР. З 11 липня 1937, після самогубства начальника відділу В. М. Курського, в. о. начальника 3-го відділу ГУГБ НКВС СРСР, до кінця березня 1938 очолював радянську контррозвідку. Потім був призначений начальником 8-го відділу (оперативна робота в промисловості) 1-го управління НКВС СРСР. З 10 липня 1938 — заступник наркома важкої промисловості СРСР.
5 листопада 1938 був звільнений від роботи, наступного дня заарештований. 25 лютого 1939 засуджений Військовою колегією Верховного суду СРСР до вищої міри покарання і в той же день розстріляний.